# Václav Noid Bárta
Václav Noid Bárta, född 27 oktober 1980, är en tjeckisk sångare. Han representerade Tjeckien i Eurovision Song Contest 2015 med låten "Hope Never Dies".